# Pogonomyrmex atratus
Pogonomyrmex atratus är en myrart som beskrevs av Santschi 1922. Pogonomyrmex atratus ingår i släktet Pogonomyrmex och familjen myror. Inga underarter finns listade i Catalogue of Life.

## Bildgalleri

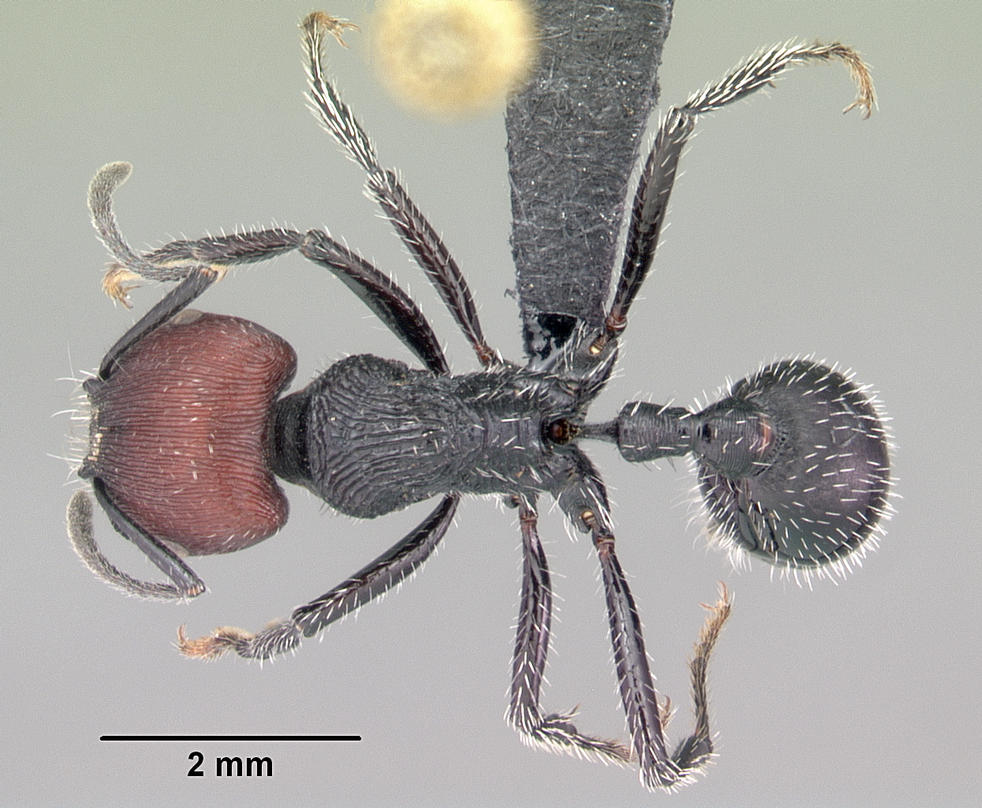
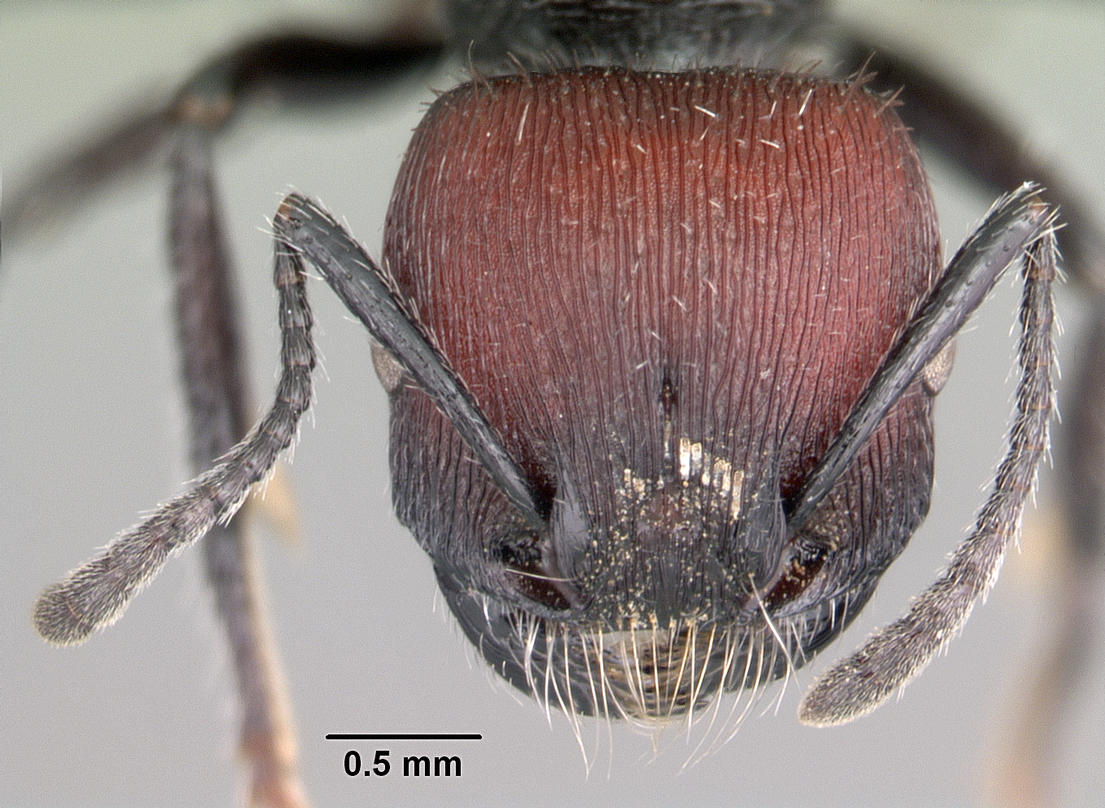
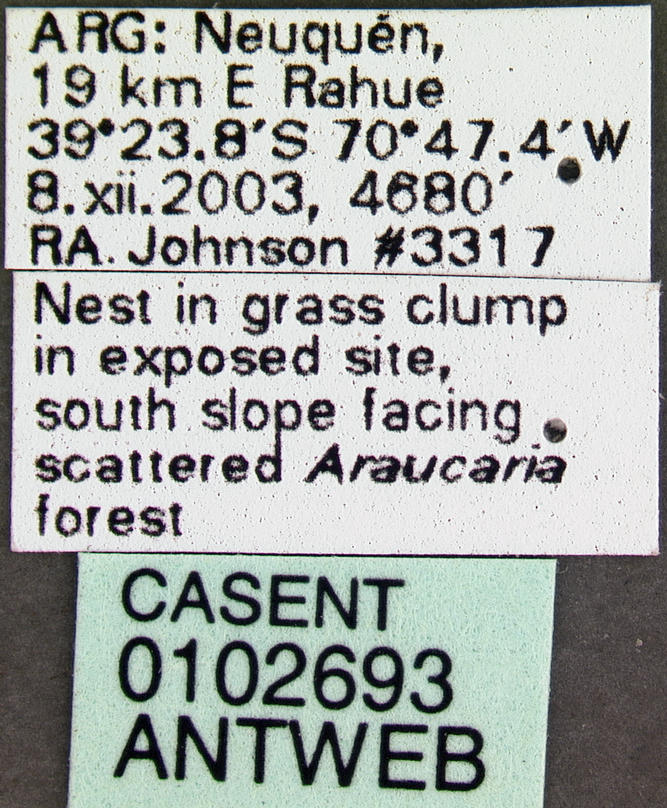
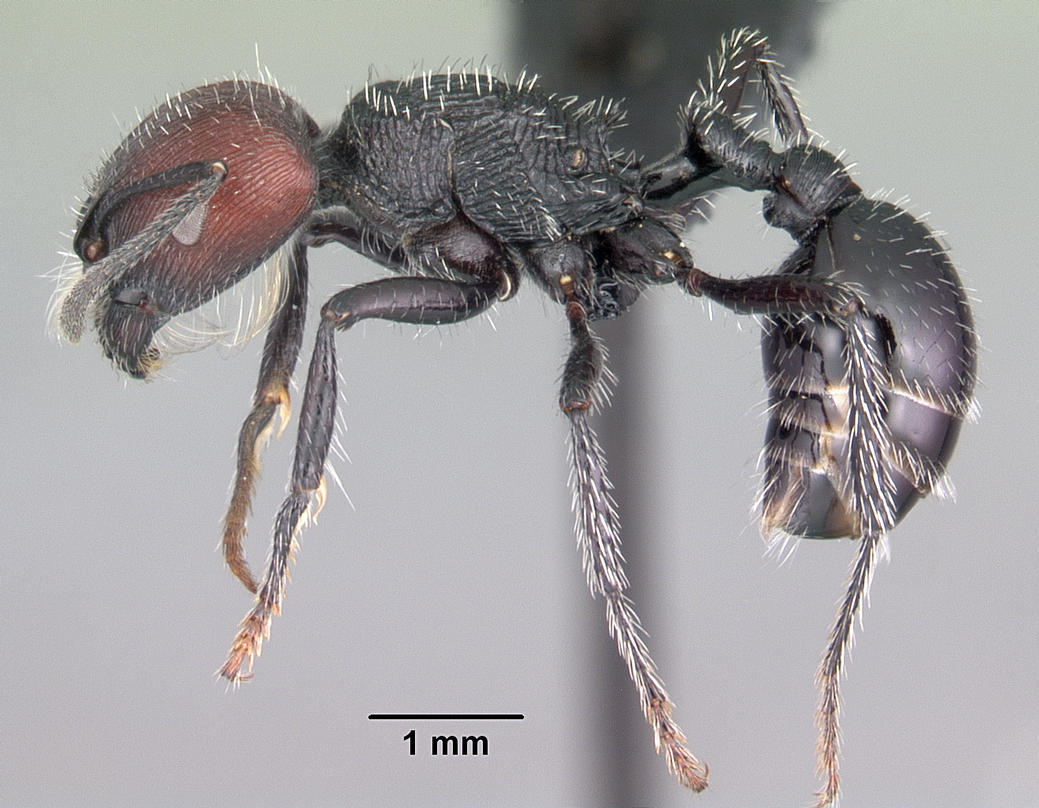
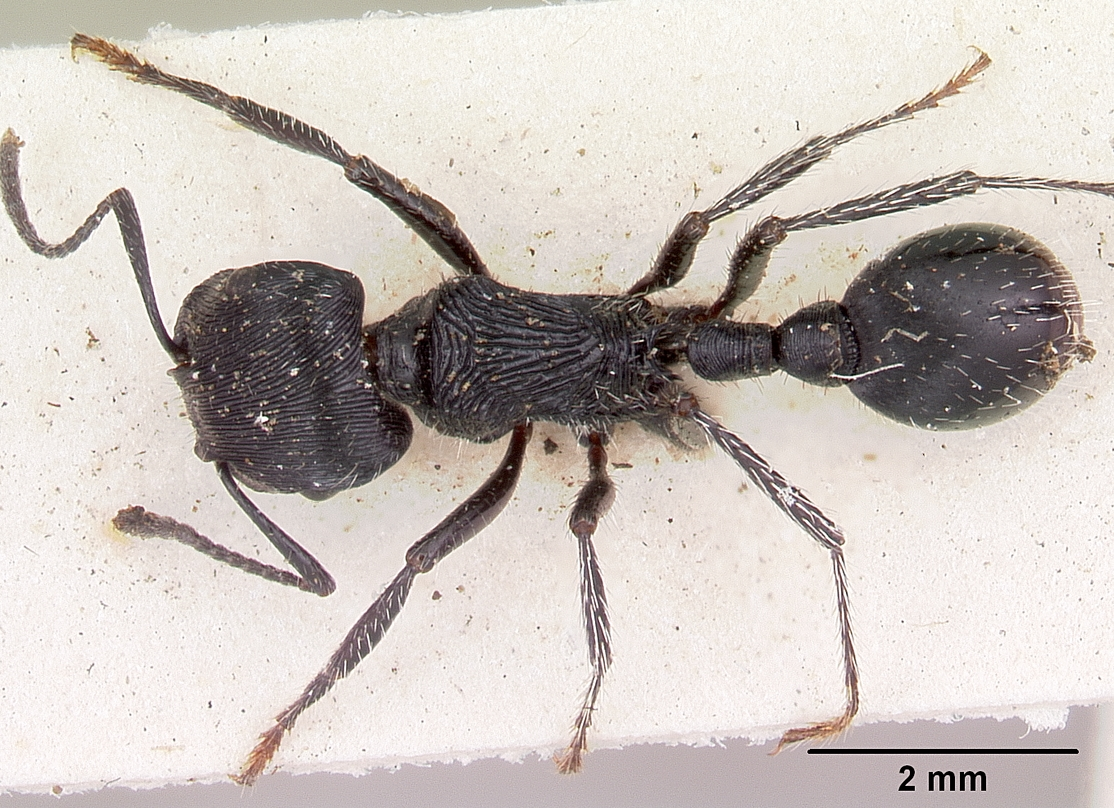
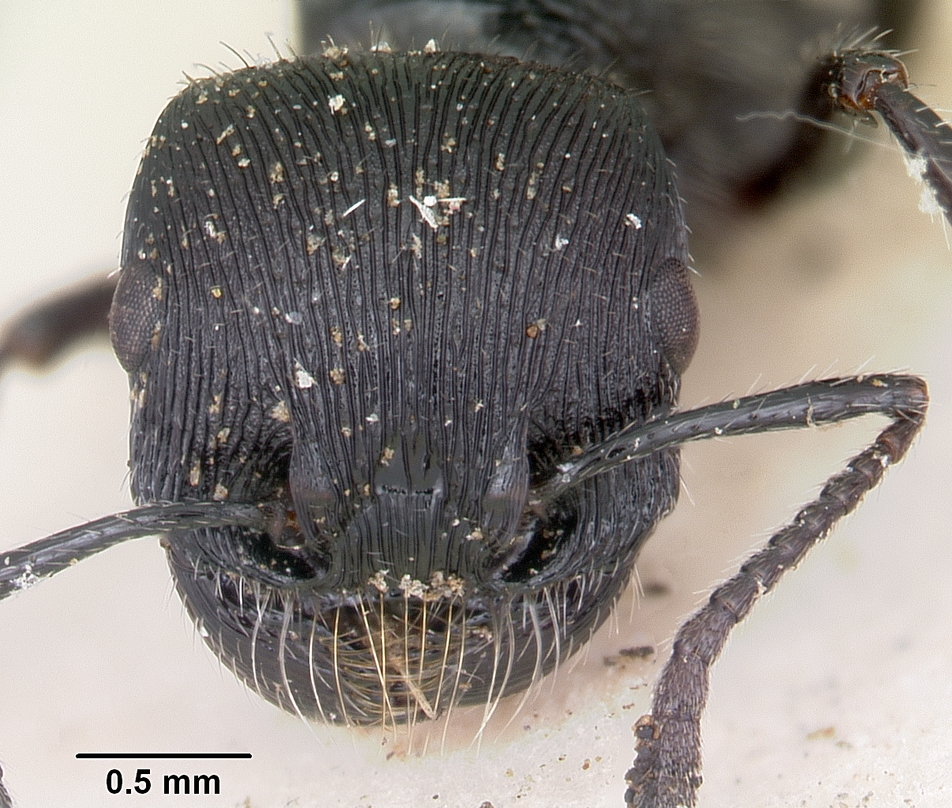